# Lucija Ćirić Bagarić
Lucija Ćirić Bagarić (Ragusa, 9 gennaio 2004) è una tennista croata.

## Carriera
Lucija Ćirić Bagarić ha vinto 8 titoli in singolare nel circuito ITF in carriera. Il 10 giugno 2024 ha raggiunto il best ranking in singolare alla 167ª posizione mondiale, mentre il 31 luglio 2023 ha raggiunto in doppio la 426ª posizione mondiale.
Ćirić Bagarić è nata a Ragusa, ma ha passato la sua vita nel quartiere di Lapad. Suo padre era un giocatore di calcio.
Ha iniziato a giocare a tennis all'età di sei anni, e quando ne ha compiuti 13 si è trasferita a Zagabria per allenarsi in strutture migliori che le potessero dare più opportunità. Conclusa la sua carriera da junior, le sono state offerte possibilità di competere nel tennis collegiale all'Università Harvard e all'Università di Princeton, ma ha scelto di proseguire con il tennis professionistico.
Ha fatto il suo debutto per la squadra croata di Fed Cup durante le fasi del girone Europa/Asia della Billie Jean King Cup 2023, giocando durante le partite di doppio. Nel settembre 2023, ha fatto il suo debutto nel circuito maggiore al Zavarovalnica Sava Ljubljana 2023, dove ha raggiunto i quarti di finale.
È stata nominata la ITF World Tennis Tour Player of the Month nel febbraio 2024.
Si è qualificata nel suo primo Grand Slam al debutto agli Open di Francia 2024 dopo aver sconfitto Arina Rodionova, Rebecca Marino e Sara Saito nelle qualificazioni senza perdere un set.

## Statistiche ITF

### Singolare

#### Vittorie (8)
| Torneo $100.000 (0) |
| Torneo $80.000 (0)  |
| Torneo $60.000 (0)  |
| Torneo $40.000 (0)  |
| Torneo $25.000 (5)  |
| Torneo $15.000 (3)  |

| N. | Data             | Torneo                              | Superficie  | Avversaria in finale | Punteggio     |
| 1. | 13 novembre 2022 | Heraklion Women's, Heraklion        | Terra rossa | Michaela Laki        | 6-3, 4-6, 6-4 |
| 2. | 4 dicembre 2022  | Oberpullendorf Open, Oberpullendorf | Cemento (i) | Denisa Hindová       | 6-4, 6-2      |
| 3. | 11 dicembre 2022 | Oberpullendorf Open, Oberpullendorf | Cemento (i) | Viktorija Kan        | 6-3, 6-0      |
| 4. | 6 agosto 2023    | Koge Women's, Køge                  | Terra rossa | Hanne Vandewinkel    | 6-3, 7-5      |
| 5. | 21 gennaio 2024  | Magic Hotel Tours by FTT, Monastir  | Cemento     | Polina Jacenko       | 7-5, 6-2      |
| 6. | 18 febbraio 2024 | Hammamet Open, Hammamet             | Terra rossa | Marie Benoît         | 6-2, 7-5      |
| 7. | 25 febbraio 2024 | Hammamet Open, Hammamet             | Terra rossa | Francesca Jones      | 2-1 rit.      |
| 8. | 17 marzo 2024    | ITF WTT Kaeline Pro Series, Larnaca | Cemento     | Lina Ǵorčeska        | 6-2, 6-3      |

#### Sconfitte (6)
| Torneo $100.000 (0) |
| Torneo $80.000 (0)  |
| Torneo $60.000 (1)  |
| Torneo $40.000 (0)  |
| Torneo $25.000 (4)  |
| Torneo $15.000 (1)  |

| N. | Data              | Torneo                                               | Superficie  | Avversaria in finale | Punteggio     |
| 1. | 18 settembre 2022 | Varna Open, Varna                                    | Terra rossa | Patricia Maria Țig   | 1-6, 0-6      |
| 2. | 23 luglio 2023    | Kapitel Estonian Open, Pärnu                         | Terra rossa | Sára Bejlek          | 5-7, 4-6      |
| 3. | 20 agosto 2023    | Trofeul Ion Tiriac, Bistrița                         | Terra rossa | Anca Todoni          | 5–7, 6–1, 2–6 |
| 4. | 24 settembre 2023 | Naparis Trophy, Slobozia                             | Terra rossa | Ekaterina Makarova   | 7-5, 4-6, 5-7 |
| 5. | 3 dicembre 2023   | Lousada Indoor Open, Lousada                         | Cemento (i) | Margaux Rouvroy      | 2-6, 3-6      |
| 6. | 3 agosto 2024     | Serena Wines 1881 Acqua Maniva Tennis Cup, Cordenons | Terra rossa | Anouk Koevermans     | 6(4)-7, 2-6   |

### Doppio

#### Sconfitte (5)
| Torneo $100.000 (0) |
| Torneo $80.000 (0)  |
| Torneo $60.000 (1)  |
| Torneo $40.000 (1)  |
| Torneo $25.000 (2)  |
| Torneo $15.000 (1)  |

| N. | Data              | Torneo                                   | Superficie  | Compagna           | Avversarie in finale            | Punteggio           |
| 1. | 20 marzo 2022     | Marrakech Women's Tennis Tour, Marrakech | Terra rossa | Clervie Ngounoue   | Naïma Karamoko Inês Murta       | 2–6, 7–6(2), [5–10] |
| 2. | 1º settembre 2022 | CMG Tennis Cup, Trieste                  | Terra rossa | Diāna Marcinkēviča | Lu Jiajing Nika Radišić         | 5-7, 6-3, [13-15]   |
| 3. | 22 luglio 2023    | Kapitel Estonian Open, Pärnu             | Terra rossa | Jenny Dürst        | Nicole Fossa Huergo Luisa Meyer | 5-7, 5-7            |
| 4. | 1º febbraio 2025  | Porto Women's Indoor, Porto              | Cemento (i) | Kristina Novak     | Francisca Jorge Matilde Jorge   | 3-6, 2-6            |
| 5. | 16 maggio 2025    | Zagreb Open, Zagabria                    | Terra rossa | Vitalija D'jačenko | Francisca Jorge Matilde Jorge   | 2-6, 0-6            |